# Les Adieux (film, 1968)
Pour les articles homonymes, voir Les Adieux et Abschied.
Pour plus de détails, voir Fiche technique et Distribution.
Les Adieux (Abschied) est un drame biographique est-allemand réalisé par Egon Günther et sorti en 1968.
Il s'agit d'une adaptation du roman autobiographique de Johannes R. Becher intitulé Abschied. Einer deutschen Tragödie et paru en 1940.

## Synopsis
L'année 1914 : le jeune Hans Gastl fait ses valises et s'en va. Pendant ce temps, son père, qui travaille comme procureur à Munich, se déchaîne contre son fils mal élevé, sa mère se résigne. La servante Christine va chercher un drapeau de l'Empire et annonce fièrement que Liège est tombée. Hans fait intérieurement ses adieux à sa famille, à ses amis et à sa vie passée. Et il se souvient.
Déjà en tant qu'élève, il s'est avéré qu'il était marginal dans sa classe bourgeoise. Il était ami avec Hartinger, le fils d'un ouvrier, et l'incitait à faire toutes sortes de bêtises. Il volait de l'argent à sa grand-mère et incitait Hartinger à faire l'école buissonnière avec lui et à dépenser l'argent à la foire. A la fin, Hartinger est battu par l'instituteur pour avoir volé et s'être absenté. Même lorsque Hans avoue qu'il est l'instigateur et le voleur, on ne le croit pas, car le fils d'un procureur ne peut pas avoir fait une telle chose. Le père, conscient de son statut et passionné par le militarisme, emmenait le garçon en randonnée, au cours de laquelle des batailles étaient reconstituées. De temps en temps, Hans invectivait son père et le menaçait, soi-disant pour s'amuser. Pendant les vacances, la famille partait en voyage et Hans tombait amoureux, comme un enfant, de la bonne de la maison, Mademoiselle Klärchen. Il lui offrit des fleurs et tous deux lurent des livres ensemble. Le père obtint que Klärchen soit renvoyée immédiatement, soupçonnant son fils d'avoir eu une liaison avec la jeune femme.
Quelques années passent. Entre-temps, Hans fréquente le lycée et compte parmi les plus mauvais élèves. Il aime écrire des poèmes, ce que son père veut empêcher, et fréquente Feck et Freyschlag, des camarades de classe encore plus mauvais, dont les plaisanteries grossières attirent Hans autant qu'elles le repoussent. À la demande de Feck, Hans vole une nouvelle fois de l'argent à sa grand-mère. Celle-ci le dénonce à ses parents et le père Gastl en tire les conséquences : Hans est placé dans le pensionnat Johannes pour enfants difficiles des classes supérieures, où règne une discipline de fer. Hans se reprend et commence à découvrir la natation pour lui-même. Il devient si bon qu'il remporte même un championnat allemand et est récompensé par le prince Alphonse en personne. Hans peut rentrer chez lui. Sous l'influence de Feck, il découvre le monde des femmes et entame une liaison avec Fanny Fuß, une vendeuse de tabac et ancienne prostituée. Il passe la nuit chez elle, mais elle est assassinée peu de temps après par son proxénète Kunik. Le père Gastl est horrifié d'apprendre que son fils était en contact avec cette femme, mais il fait tout pour que l'interrogatoire de son fils ne soit pas rendu public, car cela mettrait également sa réputation en danger. D'ailleurs, le juge qui l'interroge a lui aussi beaucoup plus intérêt à remettre en question la relation de Hans avec Hartinger. Il fait partie, avec le juif Löwenstein, des amis les plus proches de Hans, car entre-temps Hans a dû quitter l'école sans passer l'Abitur en raison de ses mauvais résultats. Il séjourne désormais souvent au Café Größenwahn, où il récite ses propres poèmes et où l'écrivain Sack, la chanteuse Magda et le cocaïnomane Hoch l'accueillent dans leurs cercles.
Un jour, la nouvelle de l'assassinat de l'archiduc François-Ferdinand et de sa femme parvient aux clients du café. La guerre, longtemps considérée comme impossible, est soudain là et l'euphorie parmi la plupart des jeunes hommes de la ville ne connaît aucune limite. Feck et Freyschlag, qui comme Hans avaient échoué à l'Abitur, ont obtenu leur diplôme de secours et se sont portés volontaires pour la guerre. Löwenstein, lui aussi, se retrouve bientôt dans le train pour le front en tant que soldat. Sa mère a imposé son inscription au service militaire, afin que l'on ne dise pas que les Juifs évitaient le service militaire. Seuls Hartinger et Hans restent à l'arrière, Hans n'arrivant pas à croire que tant de sociaux-démocrates s'opposent à la guerre, comme le prétend Hartinger. A la maison, les parents reviennent tout juste d'une longue permission. Le père croit que Hans s'est porté volontaire pour la guerre et est fier de lui. La mère prépare les affaires de Hans, même si elle sait qu'il ne partira pas à la guerre. Hans finit par annoncer à son père qu'il ne participera pas à « votre guerre ».
Hans fait ses bagages et part définitivement. Pendant ce temps, son père se déchaîne contre son fils mal élevé, la mère se résigne.

## Fiche technique
- Titre français : Les Adieux[1]
- Titre original : Abschied[2],[3]
- Réalisateur : Egon Günther
- Scénario : Egon Günther, Günter Kunert, d'après le roman Abschied. Einer deutschen Tragödie de Johannes R. Becher paru en 1940
- Photographie : Günter Marczinkowsky (de)
- Montage : Rita Hiller (de)
- Musique : Paul Dessau
- Décors : Harald Horn
- Costumes : Werner Bergemann
- Production : Herbert Ehler
- Société de production : Deutsche Film AG, KAG „Babelsberg“
- Pays de production :  Allemagne de l'Est
- Langue de tournage : allemand
- Format : Noir et blanc - 2,35:1 - Son mono - 35 mm
- Genre : drame biographique
- Durée : 107 minutes
- Date de sortie :	
  - France : 13 novembre 1996

## Distribution
- Rolf Ludwig (de) : Procureur Gastl
- Katharina Lind (de) : Mère Gastl
- Jan Spitzer (de) : Hans Gastl
- Mathilde Danegger : La grand-mère de Gastl
- Doris Thalmer (de) : Christine
- Heidemarie Wenzel (de) : Fanny Fuß
- Klaus Hecke (de) : Löwenstein
- Jürgen Heinrich : Hartinger
- Bodo Krämer (de) : Feck
- Wilfried Mattukat (de) : Freyschlag
- Annekathrin Bürger : Magda
- Carl Heinz Choynski (de) : Kreibich
- Manfred Krug : Sack
- Rolf Römer : Haut
- Ralf Herrmann (de) : jeune Hartinger
- Jörg Jaenicke (de) : jeune Feck
- Andreas Kaden (de) : jeune Hans Gastl
- Holger Paek (de) : jeune Freyschlag
- Fred Delmare : Xaver
- Martin Flörchinger (de) : Bonnet
- Arthur Jopp (de) : Förtsch
- Hans Klering (de) : Monsieur Neubert
- Wolfgang Greese (de) : Waldvogel
- Wilhelm Gröhl (de) : Arnold
- Heinz-Dieter Knaup (de) : Prince Alfons
- Hans Knötzsch (de) : Goll, l'instituteur
- Helmut Schreiber (de) : Kunik
- Hanna Donner (de) : Mme Neubert
- Karin Freiberg (de) : Wirtin
- Brigitte Lindenberg (de) : Mère Hartinger
- Eckhard Bilz (de) : l'espion
- Herbert Dirmoser : le bourgeois
- Heinz Laggies (de) : Sergent
- Fritz Links (de) : Juge
- Erich Mirek (de) : Père Hartinger
- Ernst-Georg Schwill (de) : l'étudiant
- Werner Wieland (de) : le directeur d'école
- Werner Kamenik (de) : l'enseignant
- Axel Triebel (de) : un agent de police
- Otto Krieg-Helbig (de) : le crieur public
- Willi Neuenhahn (de) : Dicker
- Günter Kunert : le sculpteur